# USS Baltimore (SSN-704)
Pour les autres navires du même nom, voir USS Baltimore.
Le USS Baltimore (SSN-704) est un sous-marin nucléaire d'attaque américain de classe Los Angeles nommé d'après Baltimore dans le Maryland.

## Histoire du service
Construit au chantier naval Electric Boat de Groton, il a été commissionné le 24 juillet 1982. Il est retiré du service le 10 juillet 1998.